# Philadelphia 76ers 2019-2020
La stagione 2019-2020 dei Philadelphia 76ers è stata la 71ª stagione della franchigia nella NBA.

## Maglie
Lo Sponsor tecnico, come per tutte le squadre NBA, è Nike, mentre StubHub è l'unico sponsor sulla canotta. 
| Bianca | Blu | Rossa | City edition |

## Draft
| Giro | Scelta | Giocatore         | Ruolo | Nazionalità | Università/Squadra  |
| ---- | ------ | ----------------- | ----- | ----------- | ------------------- |
| 1    | 24     | Ty Jerome         | PM    | Stati Uniti | Virginia Cavaliers  |
| 2    | 33     | Carsen Edwards    | PM    | Stati Uniti | Purdue Boilermakers |
| 2    | 34     | Bruno Fernando    | C     | Angola      | Maryland Terrapins  |
| 2    | 42     | Admiral Schofield | AP    | Stati Uniti | Tenn. Volunteers    |
| 2    | 54     | Marial Shayok     | G     | Canada      | Iowa St. Cyclones   |

## Roster
| \| Pos. \| Num. \| Naz. \| Nome \| Altezza \| Peso \| Data nascita \| Provenienza \| \| ---- \| ---- \| ---- \| ----------------------- \| ------- \| ------ \| ------------ \| ------------------ \| \| AG \| 43 \| \| Bolden, Jonah \| 208 cm \| 100 kg \| 02-01-1996 \| UCLA \| \| G/AP \| 23 \| \| Butler, Jimmy \| 203 cm \| 107 kg \| 07-09-1989 \| Marquette \| \| C \| 21 \| \| Embiid, Joel (C) \| 213 cm \| 113 kg \| 16-03-1994 \| Kansas \| \| A \| 33 \| \| Harris, Tobias \| 206 cm \| 107 kg \| 15-07-1992 \| Tennessee \| \| AP \| 11 \| \| Highsmith, Haywood (TW) \| 201 cm \| 100 kg \| 09-10-1996 \| Wheeling Jesuit \| \| AG/C \| 5 \| \| Johnson, Amir \| 206 cm \| 109 kg \| 01-05-1987 \| Westchester HS \| \| G/AP \| 30 \| \| Korkmaz, Furkan \| 201 cm \| 86 kg \| 24-07-1997 \| Turchia \| \| C \| 51 \| \| Marjanović, Boban \| 222 cm \| 132 kg \| 15-08-1988 \| Serbia \| \| P \| 12 \| \| McConnell, T.J. \| 188 cm \| 86 kg \| 25-03-1992 \| Arizona \| \| P/G \| 18 \| \| Milton, Shake (TW) \| 198 cm \| 93 kg \| 26-09-1996 \| Southern Methodist \| \| C \| 0 \| \| Patton, Justin \| 213 cm \| 109 kg \| 14-06-1997 \| Creighton \| \| G \| 17 \| \| Redick, J.J. \| 193 cm \| 91 kg \| 24-06-1984 \| Duke \| \| G \| 22 \| \| Richardson, Malachi \| 198 cm \| 93 kg \| 05-01-1996 \| Syracuse \| \| AG \| 1 \| \| Scott, Mike \| 203 cm \| 108 kg \| 16-07-1988 \| Virginia \| \| P/A \| 25 \| \| Simmons, Ben \| 208 cm \| 104 kg \| 20-07-1996 \| LSU \| \| G \| 8 \| \| Smith, Zhaire (SD) \| 193 cm \| 90 kg \| 04-06-1999 \| Texas Tech \| | Allenatore - Doc Rivers Assistente/i - Dave Joerger - Sam Cassell - Dan Burke - Popeye Jones - Eric Hughes - Brian Adams - Pete Dominguez - Todor Pandov Legenda - (C) Capitano - (FA) Free agent - (S) Sospeso - (TW) Contratto Two-way - (GL) Assegnato a squadra G League affiliata - (SD) Scelto al Draft - Infortunato Roster • Transazioni · Ultima transazione: 10 novembre 2020 |                        |                         |         |        |              |                    |
| Pos. | Num. | Naz.                   | Nome                    | Altezza | Peso   | Data nascita | Provenienza        |
| AG | 43 | Australia (bandiera)   | Bolden, Jonah           | 208 cm  | 100 kg | 02-01-1996   | UCLA               |
| G/AP | 23 | Stati Uniti (bandiera) | Butler, Jimmy           | 203 cm  | 107 kg | 07-09-1989   | Marquette          |
| C | 21 | Camerun (bandiera)     | Embiid, Joel (C)        | 213 cm  | 113 kg | 16-03-1994   | Kansas             |
| A | 33 | Stati Uniti (bandiera) | Harris, Tobias          | 206 cm  | 107 kg | 15-07-1992   | Tennessee          |
| AP | 11 | Stati Uniti (bandiera) | Highsmith, Haywood (TW) | 201 cm  | 100 kg | 09-10-1996   | Wheeling Jesuit    |
| AG/C | 5 | Stati Uniti (bandiera) | Johnson, Amir           | 206 cm  | 109 kg | 01-05-1987   | Westchester HS     |
| G/AP | 30 | Turchia (bandiera)     | Korkmaz, Furkan         | 201 cm  | 86 kg  | 24-07-1997   | Turchia            |
| C | 51 | Serbia (bandiera)      | Marjanović, Boban       | 222 cm  | 132 kg | 15-08-1988   | Serbia             |
| P | 12 | Stati Uniti (bandiera) | McConnell, T.J.         | 188 cm  | 86 kg  | 25-03-1992   | Arizona            |
| P/G | 18 | Stati Uniti (bandiera) | Milton, Shake (TW)      | 198 cm  | 93 kg  | 26-09-1996   | Southern Methodist |
| C | 0 | Stati Uniti (bandiera) | Patton, Justin          | 213 cm  | 109 kg | 14-06-1997   | Creighton          |
| G | 17 | Stati Uniti (bandiera) | Redick, J.J.            | 193 cm  | 91 kg  | 24-06-1984   | Duke               |
| G | 22 | Stati Uniti (bandiera) | Richardson, Malachi     | 198 cm  | 93 kg  | 05-01-1996   | Syracuse           |
| AG | 1 | Stati Uniti (bandiera) | Scott, Mike             | 203 cm  | 108 kg | 16-07-1988   | Virginia           |
| P/A | 25 | Australia (bandiera)   | Simmons, Ben            | 208 cm  | 104 kg | 20-07-1996   | LSU                |
| G | 8 | Stati Uniti (bandiera) | Smith, Zhaire (SD)      | 193 cm  | 90 kg  | 04-06-1999   | Texas Tech         |

## Classifiche

### Central Division
| Atlantic Division      | Atlantic Division | Atlantic Division | Atlantic Division | Atlantic Division | Atlantic Division | Atlantic Division | Atlantic Division | Atlantic Division |
| Squadra                | V                 | S                 | V%                | PR                | Casa              | Trasf             | Div               | PG                |
| ---------------------- | ----------------- | ----------------- | ----------------- | ----------------- | ----------------- | ----------------- | ----------------- | ----------------- |
| y - Toronto Raptors    | 53                | 19                | .736              | 2,5               | 26–10             | 27–9              | 9–5               | 72                |
| x - Boston Celtics     | 48                | 24                | .667              | 7,5               | 26–10             | 22–14             | 9–6               | 72                |
| x - Philadelphia 76ers | 43                | 30                | .589              | 13,0              | 31–4              | 12–26             | 11–5              | 73                |
| x - Brooklyn Nets      | 35                | 37                | .486              | 20,5              | 20–16             | 15–21             | 6–10              | 72                |
| N.Y. Knicks            | 21                | 45                | .318              | 31,5              | 11–22             | 10–23             | 2–11              | 66                |

### Eastern Conference
| Eastern Conference | Eastern Conference     | Eastern Conference | Eastern Conference | Eastern Conference | Eastern Conference | Eastern Conference |
| #                  | Squadra                | V                  | S                  | V%                 | PR                 | PG                 |
| ------------------ | ---------------------- | ------------------ | ------------------ | ------------------ | ------------------ | ------------------ |
| 1                  | z - Milwaukee Bucks *  | 56                 | 17                 | .767               | –                  | 73                 |
| 2                  | y - Toronto Raptors *  | 53                 | 19                 | .736               | 2,5                | 72                 |
| 3                  | x - Boston Celtics     | 48                 | 24                 | .667               | 7,5                | 72                 |
| 4                  | x - Indiana Pacers     | 45                 | 28                 | .616               | 11,0               | 73                 |
| 5                  | y - Miami Heat *       | 44                 | 29                 | .603               | 12,0               | 73                 |
| 6                  | x - Philadelphia 76ers | 43                 | 30                 | .589               | 13,0               | 73                 |
| 7                  | x - Brooklyn Nets      | 35                 | 37                 | .486               | 20,5               | 72                 |
| 8                  | x - Orlando Magic      | 33                 | 40                 | .452               | 23,0               | 73                 |
|                    |                        |                    |                    |                    |                    |                    |
| 9                  | Wash. Wizards          | 25                 | 47                 | .347               | 30,5               | 72                 |
| 10                 | Charlotte Hornets      | 23                 | 42                 | .354               | 29,0               | 65                 |
| 11                 | Chicago Bulls          | 22                 | 43                 | .338               | 30,0               | 65                 |
| 12                 | N.Y. Knicks            | 21                 | 45                 | .318               | 31,5               | 66                 |
| 13                 | Detroit Pistons        | 20                 | 46                 | .303               | 32,5               | 66                 |
| 14                 | Atlanta Hawks          | 20                 | 47                 | .299               | 33,0               | 67                 |
| 15                 | Cleveland Cavaliers    | 19                 | 46                 | .292               | 33,0               | 65                 |

## Mercato

### Scambi
| 1 luglio 2019 | Philadelphia 76ers Josh Richardson | Miami Heat Jimmy Butler |

### Free agency

#### Acquisti
| Giocatore       | Contratto            | Provenienza    |
| --------------- | -------------------- | -------------- |
| Josh Richardson | $ 42,000,000 4 anni  | Miami Heat     |
| Al Horford      | $ 109,000,000 4 anni | Boston Celtics |